# Parallelostethus georgelewisi
Parallelostethus georgelewisi là một loài bọ cánh cứng trong họ Elateridae. Loài này được W. Suzuki miêu tả khoa học năm 1985.